# Associação Desportiva Oliveirense
A Associação Desportiva Oliveirense 1952 é um clube de futebol português, localizado em Santa Maria de Oliveira, concelho de Vila Nova de Famalicão, distrito de Braga.

## História
O clube foi fundado a 20 de Abril de 1952 tendo inicio com a inscrição na F.N.A.T, Fundação Nacional para a Alegria no Trabalho, com a designação de: "Centro de Recreio Popular de Oliveira Santa Maria e Oliveira de São Mateus". O clube é como uma rampa de lançamento para as Ligas profissionais, onde vários jogadores saíram da AD Oliveirense para jogar a primeira divisão ou segunda divisão de Portugal ou até mesmo o estrangeiro.   
Em 2014, foi instaurada uma Sociedade Anónima Desportiva (SAD) e no inicio o clube obteve excelentes resultados, como na época 2016/2017, onde conseguiram o segundo lugar na Serie A do Campeonato de Portugal, que aderia ao campeonato de Subida da Zona Norte ficando no sétimo lugar. Anos passaram, e na época 2019/20, um novo presidente da SAD chega ao clube, o argentino Sebastian Diericx, onde tiveram uma época desastrosa, desde de deixarem jogadores ao abandono à pior classificação dos últimos 18 anos no Campeonato de Portugal. Houve revolta, e o clube terá de jogar a próxima temporada (2020/21) na última divisão distrital da A.F. Braga com jogadores que passaram há vários anos no clube e jogadores que pertenciam ao escalão de juniores do ano transato.  
Atualmente o clube encontra-se numa melhor situação financeira e desportiva, estando estável, com a falência da SAD o clube foi revivido com o nome oficial de Associação Desportiva Oliveirense 1952.  
O atual presidente do clube é Marco Sousa.

## Estádio
A equipa disputa os seus jogos caseiros no Estádio de Ribes (capacidade: 3.500 lugares). 

## Estatísticas

### Palmarés
- Campeão Distrital da Associação Futebol Braga: 2000/01.
- 3.º Classificado no Campeonato Nacional da 3.ª Divisão Série A.
- 2.º Classificado no Campeonato Nacional da 3.ª Divisão Série B.
- Campeão da 3.ª Divisão: 2009/10

### Histórico de Presenças (inclui 08/09)
|                     | Nº Presenças | Títulos |
| ------------------- | ------------ | ------- |
| Temporadas na 1.ª   | 0            |         |
| Temporadas na 2.ª   | 0            |         |
| Temporadas na 2.ª B | 0            |         |
| Temporadas na 3.ª   | 7            |         |
| Taça de Portugal    | -            |         |
| Taça da Liga        | 0            |         |

### Classificações
| Escalão           | 00/01 | 01/02 | 02/03 | 03/04 | 04/05 | 05/06 | 06/07 | 07/08 | 08/09 |
| ----------------- | ----- | ----- | ----- | ----- | ----- | ----- | ----- | ----- | ----- |
| Liga Sagres       | -     | -     | -     | -     | -     | -     | -     | -     | -     |
| Liga Vitalis      | -     | -     | -     | -     | -     | -     | -     | -     |       |
| II Divisão        | -     | -     | -     | -     | -     | -     | -     | -     | -     |
| III Divisão       | -     | -     | 4.º   | -     | -     | -     | -     | 3.º   | 3.º   |
| 1.º Escalão Dist. | 1.º   | -     | -     |       | -     | -     | -     | -     | -     |
| 2.º Escalão Dist. | -     | -     | -     | -     | -     | -     | -     | -     | -     |
| 3.º Escalão Dist. | -     | -     | -     | -     | -     | -     | -     | -     | -     |